# Формула Смакули
Фо́рмула Смаку́ли (англ. Smakula's formula) — рівняння, що показує зв'язок між концентрацією дефектів в кристалі, довжиною падаючого радіоактивного випромінювання і забарвленням кристалів після такої обробки.
Відкриття математичної залежності між цими параметрами і пояснення радіаційного забарвлення кристалів було зроблено Олександром Смакулою на основі поняття квантових осциляторів. Йогою працю було надруковано 1930 року в журналі «Zeitschrift für Physik». 